# Święty Dusze, zawitaj k nam

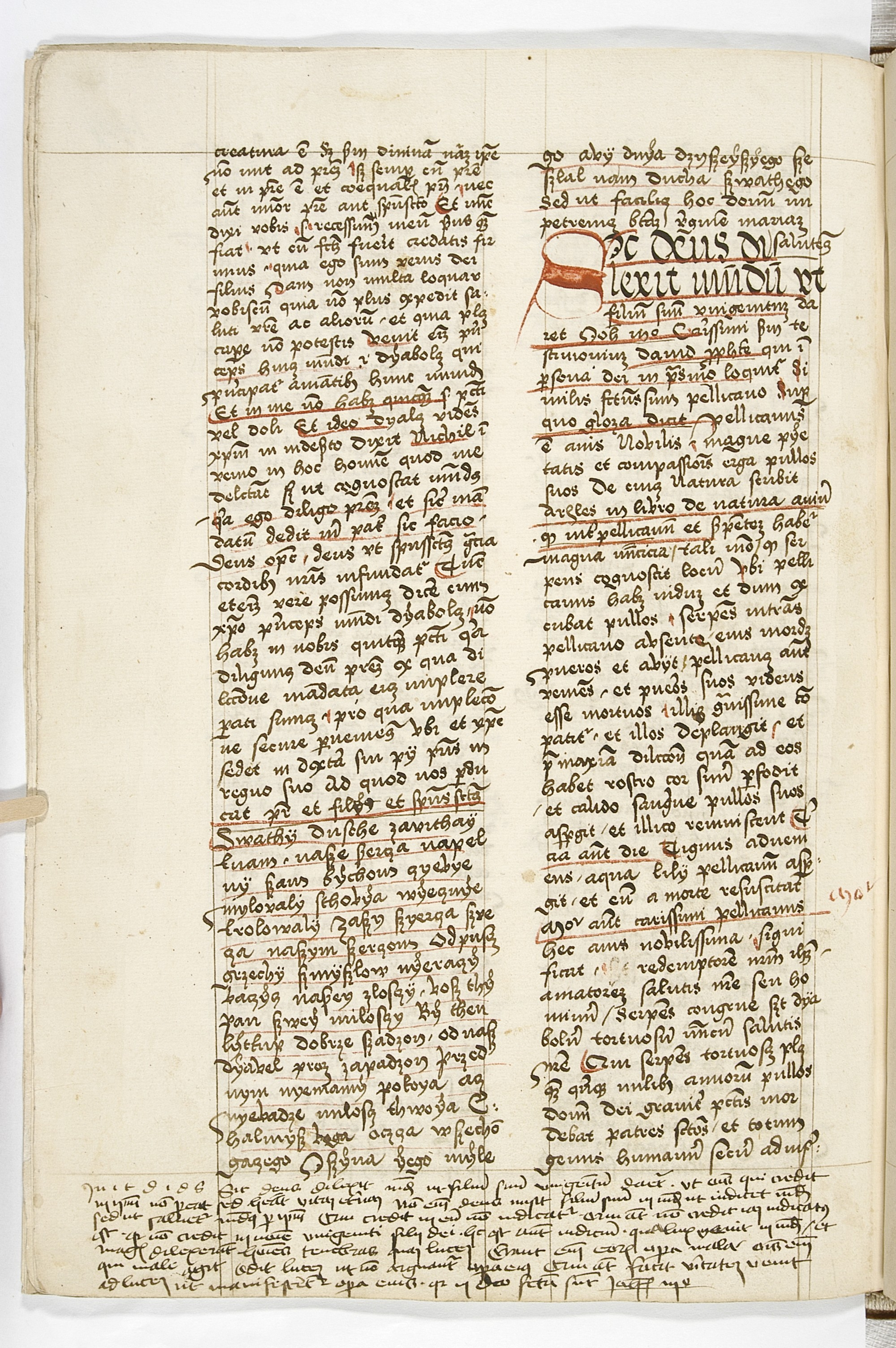
Oryginalny zapis pieśni (początek w połowie lewej kolumny)

Święty Dusze, zawitaj k nam – polska średniowiecza pieśń do Ducha Świętego.
Pieśń, będąca przekładem łacińskiego hymnu Veni Creator Spiritus, została zanotowana w tekście kazania na Zielone Świątki na karcie 144v w kodeksie zawierającym kazania łacińskie, spisane w drugiej połowie XV wieku przez Piotra z Miłosławia. Kodeks znajduje się w Bibliotece Narodowej w Warszawie (sygn. 3022 IV).
Wersja ta składa się z czterech zwrotek pisanych nieregularnym ośmiozgłoskowcem z rymami AABB. Tekst zawiera prośby o napełnienie miłością ludzkich serc, odpuszczenie grzechów i odpędzenie szatana. Ostatnia zwrotka stanowi doksologię. Pieśń przeznaczona była do śpiewu chóralnego.